# علی‌اکبر شیرودی
علی‌اکبر قربان شیرودی (۲۵ دی ۱۳۳۴ – ۸ اردیبهشت ۱۳۶۰) سروان بل ای‌اچ-۱ سوپرکبرا هوانیروز ارتش جمهوری اسلامی ایران بود که در جنگ ایران و عراق در عملیات بازی دراز کشته شد و پیشتر او به دلیل سرکوب شورش ۱۳۵۹–۱۳۵۷ کردها در ایران معروف بود. او موفقیت‌های زیادی در جنگ ایران و عراق به دست آورد و از برترین خلبانان اوایل جنگ بود.

## زندگی‌
علی‌اکبر قربان شیرودی در روز دوشنبه ۲۵ دی ۱۳۳۴ در روستای بالاشیرود، شهر شیرود، استان مازندران زاده شد. او بعد از اتمام دورهٔ ابتدایی، در یکی از دبیرستان‌های تهران ثبت نام کرد و تا مقطع دیپلم ادامه تحصیل داد. شیرودی در سال ۱۳۵۱ به دورهٔ مقدماتی آموزش خلبانی وارد شد و پس از مدتی برای گذراندن دورهٔ کامل به پادگان هوانیروز اصفهان منتقل گردید. با اتمام دوره خلبانی بالگرد جنگنده بل ای‌اچ-۱ سوپرکبرا به استخدام ارتش شاهنشاهی ایران درآمد. در این ایام با احمد کشوری، که از هم استانی‌هایش نیز بود، آشنا شد. در درگیری‌های ۱۳۵۹–۱۳۵۷ کردستان و در ۲۴ سالگی به‌عنوان فرمانده خلبانان هوانیروز انتخاب شد. شیرودی در جنگ پاوه نیز نقش تعیین‌کننده‌ای در گرفتن این شهر ایفا کرد. با شروع جنگ ایران و عراق در ۳۱ شهریور ۱۳۵۹ به منطقهٔ کرمانشاه رفت و در روز اول جنگ، در طول ۱۲ ساعت پرواز، چندین عملیات را راهبری کرد و به همین علت در ۸ مهر ۱۳۵۹ از ستوانیار سوم خلبان به درجهٔ سروانی ارتقا یافت.
شیرودی با شهناز شاطرآبادی ازدواج کرد و دو فرزند داشت.

## درگذشت
آخرین حضور شیرودی در عملیات بازی دراز دشت ذهاب صورت گرفت. خلبان‌یار احمد آرش، که به همراه شیرودی در این عملیات پروازی شرکت داشت، در مورد چگونگی کشته شدن وی می‌گوید: «در آخرین نبرد هم جانانه جنگید و بعد از آنکه چهارمین تانک دشمن را زدیم ناگهان گلوله یکی از تانک‌های عراقی به هلیکوپتر ما اصابت کرد. زمین و آسمان دور سر ما چرخیدند. در همان حال شیرودی که مجروح شده بود؛ با مسلسل به تانکی که شلیک کرده بود نشانه رفت و آن را منهدم کرد. من بی‌هوش شدم و چون به هوش آمدم، دیدم از هلیکوپتر بیرون افتاده؛ بین تانک‌های خودی و دشمن سقوط کرده بودیم. او را صدا زدم اکبر اکبر! اما جوابی نداد. در همان لحظه اول شهید شده بود. گلوله از پشت کتف اصابت کرده و از جلوی سینه‌اش خارج شده بود. با تن زخمی به راه افتادم، لحظاتی بعد هلی‌کوپتری برای نجات ما آمد و مرا به بیمارستان پادگان آورد.» پیکر شیرودی در محوطه امامزاده حسین شهر شیرود تنکابن به خاک سپرده شد. از وی ۲ فرزند به نام عادله و ابوذر از همسر دوم که در هنگام کشته شدنش ۴ ساله و یک‌ساله بودند و آناهیتا که فرزند ارشد اوست از همسر اول به‌ یادگار مانده‌است.

## نقل قول‌هایی از وی
- ارسال نامه به فرمانده هوانیروز مبنی بر بازگرداندن درجه تشویقی سروانی در ۹ مهر ۱۳۵۹:

«اینجانب خلبان پایگاه هوانیروز کرمانشاه می‌باشم و تا کنون برای احیای اسلام و حفظ مملکت اسلامی در کلیهٔ جنگ‌ها شرکت نموده‌ام، منظوری جز پیروزی اسلام نداشته‌ام و به دستور رهبر عزیزم به جنگ رفته‌ام؛ لذا تقاضا دارم درجهٔ تشویقی‌ای که به اینجانب داده‌اند، پس گرفته و مرا به درجهٔ ستوانیارسومی که بوده‌ام، برگردانید.»
- تمرد از دستور مبنی بر خالی کردن انبار مهمات در جنگ پاوه: ما می‌مانیم و با همین ۲ هلیکوپتری که در اختیار داریم مهمات دشمن را می‌کوبیم و مسئولیت تمرد را می‌پذیریم.[۱۰]

## نقل قول‌هایی دربارهٔ وی
پس از کشته شدن شیرودی شخصیت‌های سیاسی ایران درباره او سخنانی گفته‌اند که در رسانه‌ها منتشر شده‌است:
- سیدعلی خامنه‌ای در اردیبهشت ۱۳۶۰ از وی به‌عنوان اولین نظامی‌ای که در نماز به او اقتدا کرده‌است یاد کرد و او را مکتبی، مؤمن و جنگنده در راه خدا توصیف کرد.[۱۲]
- هاشمی رفسنجانی دربارهٔ وی گفت: من در قیافهٔ شیرودی مالک اشتر را دیدم.[۱۳]
- مصطفی چمران، وزیر دفاع وقت، او را ستارهٔ درخشان جنگ‌های کردستان نامیده‌است.[۱۴]
- ولی‌الله فلاحی، رئیس ستاد مشترک ارتش جمهوری اسلامی ایران وقت، دربارهٔ وی می‌گوید: ناجی غرب و فاتح گردنه‌ها و ارتفاعات آریا، بازی دراز، میمک، دشت ذهاب و پادگان ابوذر بود. او غیرممکن‌ها را ممکن ساخت.[۱۵]

## یادبود
در تیرماه ۱۳۸۹، احداث یادمان وی در منطقهٔ بازی دراز در کرمانشاه آغاز شد. بنای یادبودی نیز در شهر تنکابن برای بزرگداشت وی احداث گردیده‌است. همچنین حسین قاسمی جامی کارگردان و فیلم‌نامه نویس سینما و تلویزیون، سریالی را بر اساس زندگی علی‌اکبر شیرودی و احمد کشوری با عنوان «سیمرغ» در سال ۱۳۷۱ ساخته‌است. در این سریال بخش‌هایی از حضور کشوری و شیرودی به همراه سهیلیان در عملیات‌های مختلف، اسارت و آزاد شدن و هنگام کشته شدنشان نشان داده می‌شود. فیلم‌نامه سریال را قاسمی جامی نوشته‌ و خود نیز آن را کارگردانی کرده‌است. محمد جوزانی و سید جواد هاشمی ایفاگر نقش‌های شیرودی و کشوری در این سریال هستند.
فیلم سینمایی آسمان غرب به کارگردانی محمد عسگری در سال ۱۴۰۲ تولید شد. در این فیلم میلاد کی‌مرام در نقش شیرودی ظاهر شد. به عقیده برخی منتقدین این فیلم شتابزده تولید شده است و در پرداخت موضوع و شخصیت‌ها و همچنین انتخاب بازیگر موفق نبوده است.